# Ляйхлінген
Ляйхлінген (нім. Leichlingen) — місто в Німеччині, знаходиться в землі Північний Рейн-Вестфалія. Підпорядковується адміністративному округу Кельн. Входить до складу району Райніш-Бергішер.
Площа — 37,33 км2. Населення становить 27 885 ос. (станом на 31 грудня 2020).